# Glee on Tour – Der 3D Film
Glee on Tour – Der 3D Film (Originaltitel: Glee: The 3D Concert Movie) ist ein US-amerikanischer 3D-Konzertfilm über die Konzerttour der Fernsehserie Glee. Der US-Kinostart erfolgte am 12. August 2011, die Laufzeit des Konzertfilms wurde auf zwei Wochen beschränkt. Der Deutschland-Start war am 22. September 2011.

## Der Film
In dem Film sieht man zum einen die Auftritte auf der Bühne als auch Interviews mit den Schauspielern im Backstagebereich. Außerdem werden die Auswirkungen der Serie Glee auf ihre Fans thematisiert.

### Reihenfolge der Lieder im Film
1. Don’t Stop Believin’ – Glee Cast
2. Sing – Glee Cast
3. Empire State of Mind – Glee Cast
4. I’m a Slave 4 U – Heather Morris
5. Fat Bottomed Girls – Mark Salling
6. Don’t Rain on My Parade – Lea Michele
7. P.Y.T. (Pretty Young Thing) – Kevin McHale
8. Ain't No Way – Amber Riley
9. Jessie's Girl – Cory Monteith
10. Valerie – Naya Rivera
11. Firework – Lea Michele
12. Teenage Dream – The Warblers
13. Silly Love Songs – The Warblers
14. Raise Your Glass – The Warblers
15. Happy Days Are Here Again / Get Happy – Lea Michele, Chris Colfer
16. Safety Dance – Kevin McHale
17. Lucky – Dianna Agron, Chord Overstreet
18. River Deep – Mountain High – Amber Riley, Naya Rivera
19. Forget You – Glee Cast (feat. Gwyneth Paltrow)
20. I Want to Hold Your Hand – Chris Colfer
21. Born This Way – Glee Cast
22. Loser Like Me – Glee Cast
23. Somebody to Love – Glee Cast

## Kritiken
„Sieht man sich das aus der Distanz des Nicht-Infizierten an, wirkt Glee On Tour wie eine emotionsgeladene Mischung aus ‚Aktion Mensch‘, ‚Musikantenstadl‘ und ‚Deutschland sucht den Superstar‘. Bejubelt wird das von Massen normaler bis etwas übergewichtiger Teenager in der Pubertät, denen man entlastend anrechnen kann, dass sie sich altersgemäß sowieso außen vor fühlen dürften. Dass sie bei weitem nicht die stilisierten Außenseiter sind, die sie gerne wären, sondern nur die traurig in ihrer Korrumpierbarkeit mitschwimmende Masse, das merken sie nicht.“

„[…] [L]angweilige Musiknummern (eigentlich ausschließlich Songs aus der Serie) im Glimmerlook als pures Fan-Futter. Ein gutes, kreatives und einfallsreiches Musical ist das sicher nicht!“

## DVD
Die DVD und Blu-ray erschien am 30. März 2012 in Deutschland.